# Neotrichia colmillosa
Neotrichia colmillosa är en nattsländeart som beskrevs av Harris 1990. Neotrichia colmillosa ingår i släktet Neotrichia och familjen smånattsländor. Inga underarter finns listade i Catalogue of Life.